# Roman Madianov
Roman Sergueïevitch Madianov (en russe : Роман Сергеевич Мадянов), né le 22 juillet 1962 à Dedovsk (URSS) et mort le 25 septembre 2024 à Boyarkino (région de Moscou, en Russie), est un acteur soviétique puis russe. Son frère Vadim Madianov (1959-2016) est également acteur.

## Biographie
Fils du réalisateur à la télévision, Roman Madianov naît à Dedovsk. Il fait ses débuts au cinéma en 1971 dans un petit rôle dans le film Traduction de l'anglais d'Inessa Selezniova.
En 1972, Madianov tient le rôle de Huckleberry Finn dans le film de Gueorgui Danielia Le Garçon perdu (basé sur le roman de Mark Twain). 
En 1984, il est diplômé de l'Institut d'État des arts du théâtre (GITIS) (atelier d'Oscar Remez). Alors qu'il est encore étudiant, il commence à jouer au Théâtre Maïakovski à Moscou. 
En 1985, il effectue son service militaire dans les forces de défense antimissile et spatiale.
Après son service, en 1987, il revient au théâtre. En 2002, il interrompe sa carrière théâtrale pendant quelque temps après la mort d'Andrei Goncharov qui l'avait embauché. Il réintègre la troupe en 2023. Sa carrière compte une trentaine de rôles, notamment dans les pièces Dans l'anneau du silence (Gribov), Coucher de soleil (Levka), Le Bossu (Onek), Failli (Podkhalyuzin), Les enfants de Vaniouchine (Vaniouchine), Les belles pommes, ou la vérité est bonne... (Sila Erofeich, Barker), Les fous de Valence (Martin), Rosencrantz et Guildenstern sont morts (Claudius), Victime du siècle (Dergachev), Romance théâtrale (Iablokov).
En 1989, Madianov revient au cinéma et depuis lors, il joue dans de nombreux films et séries télévisées.  
Il a également participé au tournage du journal télévisé Yeralach et à un certain nombre de publicités.
En 2002, il participe à une édition spéciale caritative du jeu télévisé Maillon faible.
Décédé d'un cancer du poumon le 25 septembre 2024, à son domicile du village de Boyarkino, il est inhumé au cimetière du village de Malakhovo, district de Ramensky, région de Moscou.

## Filmographie
- 1973 : Le Garçon perdu (Совсем пропащий) de Gueorgui Danielia : Huckleberry Finn
- 1976 : Une longue, longue affaire (Длинное, длинное дело) de Vladimir Schrödel : le jeune Anton Loujine
- 1990 : Pasport (Паспорт) de Gueorgui Danielia : passager à l'aéroport
- 1993 : Nastia (Настя) de Gueorgui Danielia : Morgounine
- 1999 : Maman (Мама) de Denis Evstigneïev : sergent
- 2001 : La vie est pleine d’imprévus (Жизнь забавами полна) de Piotr Todorovski : Edik
- 2007 : 12 de Nikita Mikhalkov : juré n°12
- 2007 : L'Ironie du sort. Suite (Ironiya sudby. Prodolzhenie) de Timur Bekmambetov : Mamontov
- 2008 : Champ sauvage (Dikoe pole) de Mikhaïl Kalatozichvili Riabov
- 2009 : Petia en chemin vers le royaume céleste (en) (Petya po doroge v Tsarstvie Nebesnoe)  de Nikolaï Dostal : Bogouslavski
- 2011 : Soleil trompeur 3 (Утомленные солнцем 3) de Nikita Mikhalkov : major Merejko
- 2011 : Dostoïevski (série télévisée) de Vladimir Khotinenko : l'éditeur Fiodor Timofeïevitch Stellovski
- 2013 : Le Légendaire n°17 (Легенда № 17) de Nikolaï Lebedev : Vladimir Alfer, entraîneur
- 2014 : Kouprine (ru) (Куприн) de Vladislav Fourman (ru), Andreï Echpaï et Andreï Malioukov (ru) : capitaine Sliva
- 2014 : Léviathan (Левиафан) d'Andreï Zviaguintsev : maire de la ville de Pribrejny
- 2014 : Poddoubny (ru) (Поддубный) de Gleb Orlov : directeur du cirque
- 2015 : Orlova et Alexandrov (ru) (Орлова и Александров) de Vitali Moskalenko : Igor Ilinski
- 2019 : Le Français (Француз) d'Andreï Smirnov
- 2021 : Nefutbol (Нефутбол) de Maxime Svechnikov : Palytch
- 2024 : L'Amour de l'Union soviétique (Любовь Советского Союза) de Dmitri Iossifov (ru), Ilia Lededev et Nikita Vyssotski (ru)

## Prix
- 28e cérémonie des Nika : meilleur acteur dans un second rôle pour Léviathan.
- En 2007, il reçoit un Turandot de cristal du meilleur rôle masculin pour le spectacle Cuba - mon amour (Куба - любовь моя)[2],[3]
- Aigle d'or du meilleur acteur en 2008 (12) et d'un Aigle d'or du meilleur acteur dans un second rôle en 2015 (pour Léviathan)
- Nika du meilleur acteur dans un second rôle (2009, 2010, 2012, 2015)